# 満川忠親
満川 忠親（みちかわ ただちか）は、戦国時代の武将。下野宇都宮氏、笠間氏の家臣。

## 略歴
天文18年（1549年）9月17日、喜連川五月女坂の戦いにおいて、笠間氏からの援軍として参陣し那須氏と戦った。宇都宮軍が那須軍の奇襲を受けて動揺している中、手勢を率いて敵陣に斬り込み、敵を七騎討ちとるなど奮戦したがその後、討死した。
この合戦で、当主・宇都宮尚綱も討死し、宇都宮軍は大敗した。また、この混乱を利用し、宿老の壬生綱房が宇都宮城を乗っ取り、宇都宮氏は滅亡の危機に晒される事になった。
- 恩田浩孝『座禅院昌尊の生涯　日光山の終焉と上三川 今泉家』（随想舎、2015年）ISBN 978-4-88748-312-5